# 白毛乌蔹莓
白毛乌蔹莓（学名：Cayratia albifolia）是葡萄科乌蔹莓属的植物。分布于中国大陆的贵州、福建、云南、四川、湖北、江西、广西、湖南、浙江、广东等地，生长于海拔300米至2,000米的地区，见于山谷林中及山坡岩石，目前尚未由人工引种栽培。